# Magden
Magden (gsw. Magde) – gmina (niem. Einwohnergemeinde) w Szwajcarii, w kantonie Argowia, w okręgu Rheinfelden. Liczy 3 872 mieszkańców (31 grudnia 2020). Leży w regionie Fricktal.